# Domenico Morone
Domenico Morone (1442 - 1518) foi um pintor italiano de Verona, que pintava no estilo do começo do Renascimento.
Domenico Morone é conhecido por poucos painéis, a maioria deles representando festivais públicos ou toneis, nos quais as figuras nas multidões são pequenas. Uma de suas obras-primas é a tela Expulsão dos Bonacolsi, que está no Palácio Ducal de Mântua.
Era considerado por Vasari o segundo maior artista de Verona, atrás apenas de Liberale da Verona. Seu filho, Francesco Morone, também foi um importante pintor de Verona.